# Batrachedridae
Die Batrachedridae  sind eine Familie der Schmetterlinge.

## Merkmale
Die Vertreter der Batrachedridae erreichen eine Flügelspannweite von 10 bis 15 Millimeter. Die Fühler sind etwa so lang wie die Vorderflügel, das basale Fühlerglied (Scapus) ist kurz und besitzt eine einzelne Borste. Die Augen sind moderat, Ocellen fehlen. Die Labialpalpen sind ziemlich lang, nach oben gebogen und vorn nicht mit Haarbüscheln oder Schuppen versehen. Das dritte Segment ist etwas kürzer als das zweite. Die Vorderflügel sind gerade und haben zwei auffällige schwarze Punkte in der Kostalfalte. Die Ader R5 der Vorderflügel ist reduziert, die Adern M1 und M2 sind an der Basis unscheinbar. Die Hinterflügel sind sehr schmal und gerade, die Adern M1 und M2 sind gestielt. Am Außenrand sind nur vier Adern vorhanden. Auf den Hintertibien befinden sich vor dem Tibienmittelpunkt ein Paar Sporne. Die Abdominaltergite II bis VII haben ein Paar in Längsrichtung verlaufende Reihen tief eingelagerter, spezieller lanzettlicher Schuppen.
Die Larven sind lang, schlank und zylindrisch. Sie sind gelb und haben keine sekundären Borsten. Sie sind sehr beweglich.
Die Puppen haben exponierte Labialpalpen und Vorderfemura. Die Abdominalsegmente IV bis VI sind beweglich. Eine Kremasterspitze ist nicht ausgebildet, es sind lediglich kleine Dornhäkchen an der Abdomenspitze vorhanden.
Die Kokons sind spindelförmig, doppelwandig und mit Raupenkot und Detritus bedeckt.

## Verbreitung
Die Familie Batrachedridae ist nicht sehr artenreich, die Gebiete mit der größten Artenvielfalt befinden sich in Amerika und in der Afrotropis. In der Paläarktis kommen nur 10 Arten vor.

## Biologie
Die Falter der Familie sind hauptsächlich an Waldgebiete gebunden, manchmal findet man sie auch in Parks oder Alleen. Die Larven leben in Gespinstgalerien zwischen oder in den Reproduktionsorganen von Pflanzen. Als Larvennahrung dienen überwiegend zweikeimblättrige Pflanzen, aber auch einkeimblättrige und Koniferen. In den Tropen und Subtropen gelten einige Arten als Schädlinge an Palmen. In Ausnahmefällen wurde auch Myrmekophilie beobachtet.
Man findet die Falter häufig ruhend an Baumstämmen, wo sie eine auffällige Ruhehaltung zeigen. Dabei ist der vordere Teil des Körpers aufgerichtet und die Vorderbeine zeigen nach hinten. Werden die Falter aufgescheucht, dann laufen sie schnell über die Rinde oder springen davon. Die Falter kommen bereitwillig ans Licht.

## Systematik
Bei den Batrachedridae handelt es sich um eine spezialisierte Gruppe von Faltern, die durch zwei Autapomorphieen charakterisiert ist. Die Flügel sind extrem schmal, zeigen eine reduzierte Aderung und die Falter haben eine sehr auffällige Ruhehaltung. Die meisten Genitalmerkmale (mit Ausnahme des manchmal sehr langen Aedeagus) und die Morphologie des Kopfes sind für die Gelechioidea eher plesiomorph. Verschiedene Merkmale wie die unspezialisierte Lebensweise der Raupen, die Bindung der Raupen an die Reproduktionsorgane hauptsächlich von Bäumen sowie die geringe Artenvielfalt und das Fehlen eines geografischen Diversitätszentrums sprechen dafür, dass es sich bei den Batrachedridae um eine kleine, hochentwickelte Gruppe von Faltern mit besonderen Merkmalen handelt. Die Batrachedridae werden daher als monophyletische und gut abgrenzbare Familie behandelt, die mit den Coleophoridae eng verwandt ist.
In Europa ist die Familie mit drei Arten vertreten:
- Gattung Batrachedra 
  - Batrachedra parvulipunctella Chrétien, 1915
  - Batrachedra pinicolella (Zeller, 1839)
  - Batrachedra praeangusta (Haworth, 1828)

## Belege